# Tensta
Tensta é um subúrbio de Estocolmo, na Suécia. Tem cerca de 18 393 habitantes, e pertence à Comuna de Estocolmo.